# 드루 스트루전
드루 스트루전(영어: Drew Struzan, 1947년 5월 14일 ~)은 미국의 삽화가이다. 150종이 넘는 영화 포스터를 그린 것으로 유명한데 대표작으로 《인디아나 존스》, 《백 투 더 퓨처》, 《람보》, 《스타 워즈》 등이 있다.